# Трохимброд
Трохимброд (укр. Трохимбрід) — еврейское местечко, существовавшее на Западной Украине с конца XVIII века до 1942 года. С 1921 по 1940 годы входило в состав Польши. Расположено в 30 километрах к северо-востоку от Луцка, рядом с ныне существующими деревнями Яромель и Клубочин. Также известно как Софиевка или Зофиёвка (пол. Zofiówka), в честь русской царевны Софьи, разрешившей создать в этом месте еврейское поселение. В 1942 году полностью уничтожен нацистами вместе с населением.

## История
Трохимброд был основан в 1835 году как деревня, выросшая затем в небольшой городок. Население выросло до 1 200 человек (235 семей) в 1889 году и до 1 580 человек в 1897 году.
В ходе Советско-Польской войны городок отошёл к Польше. К 1938 году еврейское население выросло до 3 000 человек. Большая часть населения занималась сельским хозяйством и дублением кожи.
В Трохимброде было семь синагог. В 1940 году вместе со всей Западной Украиной городок отошёл к Советскому Союзу (по пакту Молотова — Риббентропа). В то время раввином был Гершон Вейсман. Коммунисты сослали его в Сибирь после того, как обвинили в участии в подпольной торговле солью.
Когда позже нацисты оккупировали Украину, они создали в Трохимброде гетто и свезли сюда евреев из соседних городов и деревень. Трохимбродское гетто было ликвидировано самими нацистами в августе и сентябре 1942 года. Большинство евреев Трохимброда, а также соседнего волынского городка Лозишт (''Lozisht'') были убиты. Местная полиция помогала убивать евреев, и сбежать из гетто удалось не более чем 200 евреям. Им помогали партизаны из соседней украинской деревни Клубочин. За помощь этим партизанам и евреям немцы при содействии вспомогательной полиции расстреляли 137 жителей деревни Клубочина и около 50 жителей польской колонии Оборки, включая десятки детей. Сам Трохимброд был полностью уничтожен огнём. Сейчас на этом месте остался только лес и поля.
Некоторым местным жителям удалось избежать казни. В конце войны в живых осталось, по разным данным, от 33 до 40 местных жителей. Все они были найдены в окрестностях Луцка.

## Трохимброд в художественной литературе
Впервые в художественной литературе Трохимброд появился в 2002 году в романе Джонатана Сафрана Фоера «И всё осветилось». В 2005 году на её основе был снят фильм «И всё осветилось». История Сафрана Фоера описывает события в деревне между 1791 годом, к которому относится первое упоминание о Трохимброде, до 1942 года, когда он был разрушен в ходе войны. Герой Сафрана Фоера приехал на Украину, чтобы найти женщину по имени Августина, которая спасла жизнь его деду.
В 2011 году исследователь Авром Бендавид-Валь издал книгу «Пустые небеса: открывая потерянный город Трохимброд» об истории и уничтожении городка. Позже на основе книги был снят документальный фильм «Потерянный город».